# Paróquia Nossa Senhora da Conceição Aparecida (Itabira)
A Paróquia Nossa Senhora da Conceição Aparecida é uma circunscrição eclesiástica católica brasileira sediada no município de Itabira, no interior do estado de Minas Gerais. Faz parte da Diocese de Itabira-Fabriciano, estando situada na Região Pastoral I.
Foi criada em 26 de janeiro de 1999 e englobava, em 2013, um total de 16 comunidades.
Padre: Alex Banza Ilunga